# Сулошова
Сулошо́ва (пол. Sułoszowa) — село в Польше в сельской гмине Сулошова Краковского повета Малопольского воеводства. Административный центр одноимённой сельской гмины.
В 1975—1998 годах село входило в состав Краковского воеводства.

## География
Село располагается в 29 км от административного центра воеводства города Краков. В Сулошове находится одна из самых длинных сельских улиц в Польше, которая имеет протяжённость около 9 км вдоль краевой дороги № 773 Сенечно-Весола. Эта улица разделена на три части, две из которых под названиями «Сулошова I» (южная часть) и «Пескова-Скала» находятся на территории Ойцовского национального парка

## Население
По состоянию на 2013 год в селе проживало 3610 человека.
| 2010 | 2013 |
| ---- | ---- |
| 3651 | 3610 |

| Перепись  | Всего   | Всего | Женщины | Женщины | Мужчины | Мужчины |
| --------- | ------- | ----- | ------- | ------- | ------- | ------- |
| Единицы   | человек | %     | человек | %       | человек | %       |
| Население | 3610    | 100   | 1083    |         | 2527    |         |

## Туризм
Через село проходит польский туристический маршрут под названием «Путь Орлиных Гнёзд» и европейский маршрут «Via Regia».

## Достопримечательности
Памятники культуры Малопольского воеводства:
- Церковь Святейшего Сердца Иисуса (№ А-358/М);
- Крестьянская усадьба № 210 (№ А-636/М);
- Крестьянская усадьба № 375 (№ А-637/М);
- Вилла Шопен (№ А-490/М);
- Замок в Песковой-Скале (№ А-478).

Другие достопримечательности
- Палица Геркулеса.

## Известные жители и уроженцы
- Милослав Ян Колодзейчик (1928—1994) — епископ Ченстоховы;
- Анджей Солтысик (род. 1966) — польский журналист.